# N-Methyl-N-nitroso-1-hexanamin
N-Methyl-N-nitroso-1-hexanamin ist eine organische Verbindung aus der Gruppe der Nitrosamine.

## Herstellung
N-Methyl-N-nitroso-1-hexanamin kann durch Nitrosierung von N-Methylhexylamin hergestellt werden.

## Toxikologie
N-Methyl-N-nitroso-1-hexanamin weist im Versuch an Ratten eine ähnliche Toxizität auf wie N-Methyl-N-nitroso-1-heptanamin. Bei höheren Expositionsmengen starben alle Tiere innerhalb eines Jahres, überwiegend an Krebs, wobei insbesondere Speiseröhrenkrebs auftrat. Die Toxizität ist deutlich geringer als bei N-Methyl-N-nitroso-1-butanamin.

## Regulierung
Über den Safe Drinking Water and Toxic Enforcement Act of 1986 besteht in Kalifornien seit dem 26. Dezember 2014 eine Kennzeichnungspflicht für Produkte, die N-Methyl-N-nitroso-1-hexanamin enthalten.

## Externe Links zu erwähnten Verbindungen
1. ↑  Externe Identifikatoren von bzw. Datenbank-Links zu N-Methylhexylamin:  CAS-Nr.: 35161-70-7, EG-Nr.: 252-410-6, ECHA-InfoCard: 100.047.631, PubChem: 37079, ChemSpider: 34025, Wikidata: Q72482347.